# Oreochromis macrochir
Oreochromis macrochir es una especie de peces de la familia Cichlidae en el orden de los Perciformes.

## Morfología
Los machos pueden llegar alcanzar los 43 cm de longitud total.

## Distribución geográfica
Se encuentran en África: ríos Zambeze y  Congo. Introducido en el río Okavango, otras zonas de África y las Hawái.